# Mio marito
Mio marito è una raccolta di racconti di Dacia Maraini del 1968.
Il libro è stato tradotto in tedesco.

## Racconti contenuti
I racconti sono tutti narrati in prima persona dalle donne che ne sono le protagoniste. Diario coniugale e Le mani sono in forma di diario.

### Mio marito
Marcella è una donna ingenua completamente succube del marito Mario, al punto da giustificare gli scherzi spiacevoli che le fa e le sue ruberie nei confronti dei vicini e della banca nella quale lavora. Mario esercita un ascendente negativo anche sui suoi conoscenti: convince un suo collega ad accettare supinamente la tresca tra la moglie e il direttore della banca, spinge un padre a cacciare di casa il figlio scapestrato insinuandogli dubbi sulla vera paternità del ragazzo (che poi si uccide), aiuta un aspirante suicida a raggiungere il suo scopo e convince un cleptomane a farsi tagliare la mano per guarire dal suo istinto.

### Il letargo
Una donna è soggetta a una sonnolenza continua, che non cerca più di contrastare in quanto rappresenta per lei una fuga dai dispiaceri della sua esistenza, al punto di dimenticarsi persino di mangiare. Dopo la morte dei genitori è costretta a trovarsi un impiego, ma trova il modo di dormire anche al lavoro: 
(Explicit del racconto)

### Madre e figlio
Una trentenne da poco rimasta orfana si appassiona alla vita quotidiana delle persone che vivono nell'appartamento contiguo al suo: un suo coetaneo di nome Adolfo e sua madre, che lo tratta ancora come un bambino. Quando questa muore, la giovane fa abbattere la parete che separa i due appartamenti, senza avvertire prima Adolfo, che tuttavia al suo ritorno dal lavoro non si mostra sorpreso né turbato.

### L'altra famiglia
Una donna che per lavoro passa alcuni giorni della settimana a Roma e gli altri a Milano, tiene a Roma un marito di nome Giorgio e due figli di nome Pietro e Paolo, e a Milano un marito di nome Carlo e due figli di nome Gaspare e Melchiorre. Le due famiglie vivono ignorando le reciproche esistenze.

### Il quaderno rosso
Elena scopre che suo marito Lattanzio tiene un diario in cui ha scritto delle frasi enigmatiche su di lei. Con la scusa di andare a far visita a sua madre ricoverata in una clinica, Elena incontra invece il suo amante, un meccanico di automobili. Lattanzio è a conoscenza della tresca, anche se non lo dà a vedere, e scrive di essere soddisfatto quando il tradimento si consuma. Più sconcertata che mai, Elena gli dice di sapere del diario, ma Lattanzio ne nega l'esistenza, e in effetti il quaderno rosso non si trova più nel suo nascondiglio.

### Il dolore sciupa
Una trentenne perde la casa perché sua madre, dopo la morte di suo padre, ha sperperato i suoi averi con un amante che poi l'ha lasciata, spingendola al suicidio. La sua manicure Giulia le consiglia di rifarsi una vita prendendo esempio da lei, che si è resa impermeabile alle emozioni, e si sposa per non dover più lavorare. Fa anche un figlio con suo marito senza per questo aver cambiato idea; la narratrice della storia prende il suo posto di lavoro ma non riesce a liberarsi del grande dolore che porta dentro di sé.

### Le lenzuola di lino
Giorgio organizza in casa sua un ménage à trois con la sua amante Elena e sua moglie, che si ritrova in pratica a dover servire gli altri due. L'unica cosa che non sopporta è che Elena con le sue sigarette buchi le lenzuola di lino del suo corredo nuziale.

### Marco
Lo studente universitario Marco e sua moglie dipendono dal denaro mandato dal padre di lui. Marco però ha un temperamento indolente, è ossessionato dal ricordo di sua madre morta e non si decide a dare esami, indisponendo suo padre che gli taglia il sussidio, cosa che costringe la moglie a lavorare per mantenere la famiglia. 
Un giorno, dopo aver sognato sua madre che l'accusava di averle rubato la giovinezza, Marco si butta dalla finestra, morendo all'impatto col suolo.

### Diario coniugale
Giulio, ancora studente all'università, si sposa nonostante il parere contrario di suo padre. La felicità coniugale però dura poco: Giulio smette presto di avere rapporti sessuali con sua moglie e si getta a capofitto nello studio, fino a trascurare l'alimentazione e l'igiene personale, ma senza che arrivino dei risultati concreti. Sua moglie, insoddisfatta della piega che ha preso il loro rapporto, si getta tra le braccia del pittore Candido. Incapace di fingere ancora con suo padre di aver terminato gli esami e di essere prossimo alla laurea, Giulio si uccide gettandosi nel Tevere.
Dopo due mesi, la vedova di Giulio si sposa con Candido, il quale poi la tradisce con l'attricetta Estera. Sua moglie allora pensa di prendersi un amante a sua volta.

### L'albero di Platone[2]
Per compensare la sua scarsa memoria, una donna tiene meticolosamente un diario. Si accorge però che mancano le pagine del 4 e del 5 settembre, giorni dei quali non si ricorda alcunché, e la cosa la turba profondamente; le accade poi che, aprendo l'armadio della camera da letto, vi trovi il cadavere di suo marito Carmelo, con una sacchetto legato attorno alla testa. La polizia considera il caso come un suicidio, ma alla vedova rimane il dubbio che possa essersi trattato di un gioco erotico finito male.

### Maria
Un'impiegata di un'industria automobilistica ha una relazione lesbica con Maria, una donna di opinioni politiche di estrema sinistra, il cui comportamento è disapprovato dal padre di quest'ultima che la ritiene pazza.
Una sera l'impiegata non trova più la sua convivente a casa perché questa è stata internata in manicomio. Va a trovarla e la sente parlare di voler organizzare gli altri pazienti per suscitare in loro l'equivalente di una coscienza di classe. Tuttavia, dopo pochi giorni Maria si suicida.

### Le mani
Un'operaia di una fabbrica mantiene con il suo salario il marito Tano, disoccupato di origine calabrese. I due frequentano Giorgio e Marta, una coppia di fidanzati che gestiscono una bottega di parrucchiere ed estetista. Giorgio non è fedele a Marta, tanto da provarci anche con la moglie di Tano, mentre quest'ultimo, incurante del comportamento di lei, si mette a compiere dei piccoli furti, per i quali viene arrestato. Sua moglie s'invaghisce di un giovane collega di nome Romolo, con il quale ha anche dei rapporti sessuali in assenza del marito, ma Romolo appare diviso tra lei e Tunica, una ragazza nubile più giovane. Intanto, in prigione la salute di Tano declina rapidamente; sua moglie si trova un nuovo amante in Liberio, che poi emigra in Germania dove si fidanza. La donna s'infortuna gravemente a un dito; Romolo va a trovarla ogni sera, ma ormai ha perduto ogni interesse, poiché le è "venuta la stufagna".

## Edizioni
- Dacia Maraini, Mio marito, Milano, Bompiani, 1968.
- Dacia Maraini, Mio marito, collana I delfini, n. 229, Milano, Bompiani, 1970.
- Dacia Maraini, Mio marito, collana I piccoli delfini, n. 23, Milano, Bompiani, 1974.
- Dacia Maraini, Mio marito, collana Tascabili Bompiani, n. 170, Milano, Bompiani, 1979.
- (DE) Dacia Maraini, Ehetagebuch : Erzählungen, collana RoRoRo, traduzione di Gudrun Jäger, n. 22064, Reinbeck bei Hamburg, Rowohlt, 1996, ISBN 3499220644.
- Dacia Maraini, Mio marito, collana BUR. Scrittori contemporanei, Milano, Rizzoli, 2008, ISBN 978-88-17-10631-3.